# Собор Роскилле
Собор в Роскилле (дат. Roskilde Domkirke) — главный собор Дании, усыпальница датских королей. Яркий образец кирпичной готики. Внесён в 1995 году ЮНЕСКО в список всемирного наследия.
Уже в начале эпохи средневековья собор был одной из наиболее известных церквей Дании и служил кафедральным собором епархии острова Зеландия, а с 1923 года — Роскилльской епархии.
Современному собору предшествовали по меньшей мере две церкви. Первая из них, возведённая Харальдом Синезубым, была деревянной, однако в XI веке она была последовательно заменена одной или двумя каменными из травертина. Около 1080 года церковь представляла собой трёхнефную базилику, построенную епископом Свеном Нурдманом.
В 1170 году епископ Абсалон начал строительство кирпичной церкви в романском стиле с длинным и широким поперечным нефом, однако позднее епископ Петер Сунесон изменил конструкцию собора в стиле французской готики. Существующая церковь была закончена в 1280 году, но с тех пор каждый век вносил изменения в её вид и внутреннее убранство.
До Реформации, начавшейся в Дании в 1536 году, собор был католическим, имевшим помимо главного алтаря несколько других, в том числе и в пристроенных капеллах.
После Реформации боковые алтари были убраны. С этого времени все датские короли и почти все датские королевы были захоронены в соборе и пристроенных к нему королевских капеллах. В соборе имеется и несколько захоронений, относящихся к периоду средневековья. Наиболее почитаемым из них является саркофаг королевы Маргреты Датской. Всего в соборе находится 39 захоронений. По воле последнего короля Фредерика IX и его супруги Ингрид для них был возведён мавзолей за стенами собора.

## Короли и королевы, погребённые в мемориальном комплексе собора
1. Харальд I Синезубый ок. 950 — ок. 985 (предположительно; гробница и останки не найдены)
2. Свен II Эстридсен 1047—1074
3. Маргрете I 1375—1412
4. Кристоффер, герцог Лолланнский ум. 1363
5. Кристиан I 1448—1481 и Доротея Бранденбургская
6. Кристиан III 1534—1559 и Доротея Саксен-Лауэнбургская
7. Фредерик II 1559—1588 и София Мекленбург-Гюстровская
8. Кристиан IV 1588—1648 и Анна Екатерина Бранденбургская
9. Фредерик III 1648—1670 и София Амалия Брауншвейг-Люнебургская
10. Кристиан V 1670—1699 и Шарлотта Амалия Гессен-Кассельская
11. Фредерик IV 1699—1730, Луиза Мекленбург-Гюстровская и Анна София Ревентлов
12. Кристиан VI 1730—1746 и София Магдалена Бранденбург-Кульмбахская
13. Фредерик V 1746—1766 Луиза Великобританская и Юлиана Мария Брауншвейг-Вольфенбюттельская
14. Кристиан VII 1766—1808
15. Фредерик VI 1808—1839 и Мария Гессен-Кассельская
16. Кристиан VIII 1839—1848 и Каролина Амалия Шлезвиг-Гольштейнская
17. Фредерик VII 1848—1863 и Луиза Расмуссен
18. Кристиан IX 1863—1906 и Луиза Гессен-Кассельская
19. Фредерик VIII 1906—1912 и Луиза Шведская
20. Кристиан X 1912—1947 и Александрина Мекленбург-Шверинская
21. Фредерик IX 1947—1972 и Ингрид Шведская

- Роскилле. Капелла Кристиана IV
- Роскилле. Саркофаг Маргреты I
- Роскилле. Гробница герцога Кристофера (брата Маргреты I), рядом - Фредерика IV, на заднем плане - Кристиана V.
- Роскилле. Капелла Фредерика V
- Почтовая марка, 1994 год. Россия